# Fotbalista roku (Maďarsko)
Maďarský fotbalista roku (Az Év Magyar Labdarúgója) - cena, kterou každoročně uděluje MLSZ od roku 1901 maďarskému fotbalistovi s nejlepšími výsledky.
Kromě této ceny byla od roku 1998 udělena také Zlatá kopačka, kterou uděluje web nb1.hu a dříve maďarský časopis Foci (maďarsky: Football). Vítěze vybírá porota novinářů.

## Přehled vítězů
| - 1901: Ferenc Ray (Budapesti TC) - 1902: Béla Ordódy (Budapesti TC) - 1903: József Pokorny (Ferencvárosi TC) - 1904: Imre Pozsonyi (MTK Budapest FC) - 1905: Ödön Bodor (Postás SE) - 1906: Gáspár Borbás (MAC) - 1907: Gáspár Borbás (MAC) - 1908: László Domonkos (MTK Budapest FC) - 1909: Gyula Rumbold (Ferencvárosi TC) - 1910: Jenő Károly (MTK Budapest FC) - 1911: Gyula Biró (MTK Budapest FC) - 1912: Imre Schlosser (Ferencvárosi TC) - 1913: Sándor Bodnár (MAC) - 1914: Károly Zsák (33 FC) - 1915: Alfréd Schaffer (MTK Budapest FC) - 1916: Alfréd Schaffer (MTK Budapest FC) - 1917: Ferenc Plattkó (Vasas SC) - 1918: György Orth (MTK Budapest FC) - 1919: József Braun (MTK Budapest FC) - 1920: Károly Fogl (Újpesti TE) - 1921: Zoltán Blum (Ferencvárosi TC) - 1922: György Molnár (MTK Budapest FC) - 1923: Gyula Mándi (MTK Budapest FC) - 1924: Rudolf Jeny (MTK Budapest FC) - 1925: József Takács (Vasas SC) - 1926: Mihály Pataki (Ferencvárosi TC) - 1927: Vilmos Kohut (Ferencvárosi TC) - 1928: Márton Bukovi (Ferencvárosi TC) - 1929: Jenő Kalmár (Hungária Budapeszt) - 1930: Ferenc Borsányi (Újpesti TE) - 1931: István Avar (Újpesti TE) - 1932: József Turay (Ferencvárosi TC) - 1933: Gyula Lázár (Ferencvárosi TC) - 1934: Gyula Polgár (Ferencvárosi TC) - 1935: Antal Szalay (Újpesti TE) - 1936: László Cseh (Hungária Budapeszt) - 1937: Pál Titkos (Hungária Budapeszt) - 1938: Géza Toldi (Ferencvárosi TC) - 1939: Gyula Zsengellér (Újpesti TE) - 1940: Sándor Bíró (Hungária Budapeszt) - 1941: György Sárosi (Ferencvárosi TC) - 1942: Gyula Bodola (Nagyváradi AC) - 1943: István Szalay (Csepel SC) - 1944: Ferenc Sárvári (Nagyváradi AC) - 1945: Sándor Balogh (Újpesti TE) - 1946: Ferenc Deák (Szentlőrinci AC) - 1947: Ferenc Szusza (Újpesti TE) - 1948: Adalbert Marksteiner (Csepel SC) - 1949: Gyula Grosics (Teherfuvar SE) / Mihály Kispéter (Ferencvárosi TC) - 1950: Gyula Grosics (Teherfuvar SE) / Ferenc Puskás (Budapest Honvéd FC) - 1951: Péter Palotás (Bástya SE) - 1952: József Bozsik (Budapest Honvéd FC) - 1953: Nándor Hidegkuti (Vörös Lobogó SE) - 1954: Sándor Kocsis (Budapest Honvéd FC) - 1955: Gyula Szilágyi (Vasas SC) - 1956: Ferenc Szojka (Salgótarjáni BTC) - 1957: Dezső Bundzsák (Vasas SC) - 1958: Ferenc Sipos (MTK Budapest FC) - 1959: Lajos Tichy (Budapest Honvéd FC) - 1960: János Göröcs (Újpesti Dózsa) - 1961: Pál Berendy (Vasas SC) - 1962: Kálmán Mészöly (Vasas SC) - 1963: Máté Fenyvesi (Ferencvárosi TC) / Károly Palotai (Győri Vasas ETO) | - 1964: Ferenc Bene (Újpesti Dózsa) - 1965: Sándor Mátrai (Ferencvárosi TC) - 1966: Flórián Albert (Ferencvárosi TC) - 1967: Flórián Albert (Ferencvárosi TC) - 1968: Lajos Szűcs (Ferencvárosi TC) - 1969: Ferenc Bene (Újpesti Dózsa) - 1970: László Fazekas (Újpesti Dózsa) - 1971: Lajos Szűcs (Ferencvárosi TC) - 1972: Miklós Páncsics (Ferencvárosi TC) - 1973: István Juhász (Ferencvárosi TC) - 1974: József Horváth (Újpesti Dózsa) - 1975: László Bálint (Ferencvárosi TC) - 1976: Zoltán Kereki (Haladás Szombathely) - 1977: Sándor Pintér (Budapest Honvéd FC) - 1978: István Kocsis (Budapest Honvéd FC) - 1979: József Salamon (Diósgyőri VTK) - 1980: cena nebyla udělena - 1981: Tibor Nyilasi (Ferencvárosi TC) - 1982: Imre Garaba (Budapest Honvéd FC) - 1983: József Kardos (Újpesti Dózsa) - 1984: Antal Róth (Pécsi MSC) - 1985: Lajos Détári (Budapest Honvéd FC) - 1986: Antal Róth (Pécsi MSC) - 1987: Attila Herédi (Újpesti Dózsa) - 1988: István Kozma (Újpesti Dózsa) - 1989: József Keller (Ferencvárosi TC) - 1990: Zsolt Petry (Budapest Honvéd FC) - 1991: Péter Lipcsei (Ferencvárosi TC) - 1992: András Telek (Ferencvárosi TC) - 1993: János Árgyelán (Békéscsabai Előre FC) - 1994: Béla Illés (Kispest-Budapest Honvéd FC) - 1995: Péter Lipcsei (Ferencvárosi TC) - 1996: Tamás Sándor (Debreceni VSC) - 1997: Béla Illés (MTK Hungária Budapeszt) - 1998: Béla Illés (MTK Hungária Budapeszt) - 1999: Pál Dárdai (Hertha BSC) - 2000: Miklós Fehér (Dunaferr SE) - 2001: Attila Tököli (Dunaferr SE) - 2002: Zoltán Gera (Ferencvárosi TC) - 2003: Krisztián Kenesei (Zalaegerszegi TE) - 2004: Zoltán Gera (West Bromwich Albion) - 2005: Zoltán Gera (West Bromwich Albion) - 2006: Szabolcs Huszti (Hannover 96) - 2007: cena nebyla udělena - 2008: József Kanta (MTK Hungária Budapeszt) - 2009: Gergely Rudolf (Debreceni VSC) - 2010: Gábor Horváth (Videoton FC) - 2011: Gergely Rudolf (Panathinaikos AO) - 2012: Ádám Bogdán (Bolton Wanderers F.C.) - 2013: Ádám Bogdán (Bolton Wanderers F.C.) - 2014: Roland Juhász (Videoton FC) - 2015: Gábor Király (Szombathelyi Haladás) - 2016: Gábor Király (Szombathelyi Haladás) - 2017: Nemanja Nikolić (Chicago Fire) - 2018: Péter Gulácsi (RB Leipzig) - 2019: Péter Gulácsi (RB Leipzig) - 2020: Péter Gulácsi (RB Leipzig) - 2021: András Schäfer (DAC 1904 Dunajská Streda) - 2022: Dominik Szoboszlai (RB Leipzig) |